# Milwaukee Admirals
I Milwaukee Admirals sono una squadra di hockey su ghiaccio dell'American Hockey League con sede nella città di Milwaukee, nello stato del Wisconsin. Nacquero nel 1970 come formazione dilettante, per poi entrare nel 1977 nella IHL, mentre dal 2001 sono iscritti in AHL. Disputano i loro incontri casalinghi presso la UW–Milwaukee Panther Arena e sono affiliati ai Nashville Predators, franchigia della National Hockey League.

## Storia

Logo fino al 2015.

Gli Admirals, nati nell'inverno del 1970 con il nome di Milwaukee Wings e dopo aver disputato una stagione a livelli dilettantistici, furono venduti a Erwin J. Merar, proprietario di un negozio di elettrodomestici. La squadra cambiò il proprio nome in "Admirals", uno dei marchi in vendita nel negozio di Merar. Nel 1973 gli Admirals giocarono la stagione inaugurale della United States Hockey League, per poi vincere il titolo nel 1976.
Nel 1977 gli Admirals passarono al professionismo iscrivendosi alla International Hockey League. Nel corso della loro storia gli Admirals raggiunsero la finale della Turner Cup solo una volta, nel 1983, per poi essere sconfitti per 4-2 dai Toledo Goaldiggers. Rimasero nella IHL fino alla fusione con l'American Hockey League, avvenuta nel 2001. In International Hockey League gli Admirals conquistarono quattro titoli divisionali fra il 1983 ed il 1996.
Dal 1998 gli Admirals sono affiliati alla franchigia dei Nashville Predators. Tre anni dopo essere entrati nella American Hockey League, nel 2004, gli Admirals conquistarono la Calder Cup in finale contro i Wilkes-Barre/Scranton Penguins. Nel giugno del 2005 gli Admirals furono acquistati da una cordata di imprenditori, incluso il proprietario dei Milwaukee Brewers Mark Attanasio. Da quella data i Brewers diventarono lo sponsor principale dei Admirals, e sulle divise degli Admirals fu apposto il logo dei Brewers.
Nella stagione 2005-06 gli Admirals raggiunsero per la seconda volta la finale della Calder Cup, tuttavia furono sconfitti per 4-2 dagli Hershey Bears. Nell'agosto del 2006 gli Admirals svelarono un nuovo logo e dei nuovi colori sociali. In American Hockey League gli Admirals hanno ottenuto una Calder Cup, due titoli di Conference, un premio come migliore squadra della stagione regolare e quattro titoli divisionali.
Nell'estate del 2015 la squadra cambiò il logo e le proprie divise, sostituendo l'abbinamento fra bianco e nero per tornare ai colori traduzionali blu e azzurro. Dalla stagione 2016-17 la franchigia si trasferì dal BMO Harris Bradley Center presso la UW–Milwaukee Panther Arena con un accordo decennale. Il palazzetto aveva già ospitato gli Admirals dal 1977 fino al 1988.

### Affiliazioni
Nel corso della loro storia i Milwaukee Admirals sono stati affiliati alle seguenti franchigie della National Hockey League:
- Buffalo Sabres: (1977-1980)
- Philadelphia Flyers: (1977-1980)
- Edmonton Oilers: (1980-1984)
- Quebec Nordiques: (1980-1984)
- Toronto Maple Leafs: (1980-1981)
- St. Louis Blues: (1981-1984)
- Chicago Blackhawks: (1984-1985)

- Boston Bruins: (1985-1988)
- Toronto Maple Leafs: (1985-1988)
- Edmonton Oilers: (1987-1988)
- Hartford Whalers: (1987-1988)
- Vancouver Canucks: (1988-1993)
- Nashville Predators: (1998-)

## Record stagione per stagione
| Stagione           | Division | Gare | V  | S  | OTL | SOL | Punti | GF  | GS  | Piazzamento | Play-off                                                   |
| ------------------ | -------- | ---- | -- | -- | --- | --- | ----- | --- | --- | ----------- | ---------------------------------------------------------- |
| Milwaukee Admirals |          |      |    |    |     |     |       |     |     |             |                                                            |
| 2006-07            | West     | 80   | 41 | 25 | 4   | 10  | 96    | 227 | 230 | 3°          | perde 1º turno (Chicago) 0-4                               |
| 2007-08            | West     | 80   | 44 | 29 | 4   | 3   | 95    | 231 | 212 | 4°          | perde 1º turno (Chicago) 2-4                               |
| 2008-09            | West     | 80   | 49 | 22 | 3   | 6   | 107   | 229 | 195 | 1°          | vince 1º turno (Rockford) 4-0 perde 2º turno (Houston) 3-4 |
| 2009-10            | West     | 80   | 41 | 30 | 2   | 7   | 91    | 237 | 220 | 4°          | perde 1º turno (Chicago) 3-4                               |
| 2010-11            | West     | 80   | 44 | 22 | 6   | 8   | 102   | 226 | 194 | 1°          | vince 1º turno (Texas) 4-2 perde 2º turno (Houston) 3-4    |
| 2011-12            | Midwest  | 76   | 40 | 29 | 2   | 5   | 87    | 210 | 190 | 2°          | perde 1º turno (Abbotsford) 0-3                            |
| 2012-13            | Midwest  | 76   | 41 | 28 | 4   | 3   | 89    | 197 | 200 | 2°          | perde 1º turno (Texas) 1-3                                 |
| 2013-14            | Midwest  | 76   | 39 | 24 | 6   | 7   | 91    | 215 | 199 | 3°          | perde 1º turno (Toronto) 0-3                               |
| 2014-15            | Midwest  | 76   | 33 | 28 | 8   | 7   | 81    | 206 | 218 | 5°          |                                                            |
| 2015-16            | Central  | 76   | 48 | 23 | 3   | 2   | 101   | 224 | 193 | 1°          | perde 1º turno (Grand Rapids) 0-3                          |

## Divise storiche
| Casalinga 2006-15 | Trasferta 2006-15 |

## Giocatori

### Numeri ritirati
| Numeri ritirati dai Milwaukee Admirals |                |       |                  |                |
| N°                                     | Giocatore      | Ruolo | Anni             | Anno di ritiro |
| 9                                      | Phil Wittliff  | C     | 1972-1977        | 1977           |
| 14                                     | Fred Berry     | C     | 1979-1987        | 2003           |
| 14                                     | Mike McNeill   | AD    | 1992-1998        | 2003           |
| 26                                     | Tony Hrkac     | C     | 1994-97, 2003-05 | 2008           |
| 27                                     | Daniel Lecours | AS    | 1975-1987        | 1987           |
| 44                                     | Kevin Willison | D     | 1981-84, 1985-86 | 2004           |
| 44                                     | Gino Cavallini | AS    | 1993-1996        | 2004           |

## Record della franchigia

### Singola stagione
Gol: 75  Danny Lecours (1982-83)
Assist: 100  Dale Yakiwchuk (1982-83)
Punti: 138  Dale Yakiwchuk (1982-83)
Minuti di penalità: 381  Don Gibson (1992-93)
Media gol subiti: 2.09  Mark Dekanich (2008-09)
Parate %: .923  Mark Dekanich (2008-09)

### Carriera
Gol: 444  Danny Lecours
Assist: 379  Fred Berry
Punti: 813  Danny Lecours
Minuti di penalità: 1.233  Ken Sabourin
Vittorie: 119  Rich Sirois
Shutout: 11  Brian Finley
Partite giocate: 641  Danny Lecours

## Palmarès

### Premi di squadra
- Calder Cup: 1

2003-2004
- Macgregor Kilpatrick Trophy: 1

2003-2004
- John D. Chick Trophy: 4

2003-2004, 2005-2006, 2008-2009, 2010-2011
- Norman R. "Bud" Poile Trophy: 2

2003-2004, 2010-2011
- Robert W. Clarke Trophy: 2

2003-2004, 2005-2006
- Sam Pollock Trophy: 1

2015-2016

### Premi individuali
- Dudley "Red" Garrett Memorial Award: 1

Darren Haydar: 2002-2003
- Eddie Shore Award: 2

Curtis Murphy: 2003-2004
Sheldon Brookbank: 2006-2007
- Gary F. Longman Memorial Trophy: 3

Doug Robb: 1979-1980
Rob Murphy: 1989-1990
Michail Štalenkov: 1992-1993
- Governor's Trophy: 4

Michel Lachance: 1977-1978
Kevin Willison: 1982-1983, 1983-1984
Randy Boyd: 1988-1989
- Ironman Award: 1

Mike Tomlak: 1997-1998
- Jack A. Butterfield Trophy: 1

Wade Flaherty: 2003-2004
- John Cullen Award: 1

Mike Tomlak: 1997-1998
- Ken McKenzie Trophy: 2

Mark Mowers: 1998-1999
Andrew Berenzweig: 1999-2000
- Leo P. Lamoureux Memorial Trophy: 1

Dale Yakiwchuk: 1982-1983
- Louis A. R. Pieri Memorial Award: 1

Claude Noël: 2003-2004